# El Amria (distrito)

## El Amria
El Amria (em árabe: العامرية) é um distrito da província de Aïn Témouchent, no noroeste da Argélia. A sua capital é a cidade de El Amria.
Geografia
El Amria está localizada na costa mediterrânea, a cerca de 40 km a oeste de Oran. O distrito é limitado pelo Mar Mediterrâneo a norte, pela província de Oran a leste, pela província de Relizane a sul e pela província de Sidi Bel Abbès a oeste.
População
Em 2010, a população de El Amria era de 49.982 habitantes. A maioria da população é árabe, com uma pequena minoria berbere.

## Economia
A economia de El Amria é diversificada, com setores relevantes em:
- Agricultura: A produção agrícola inclui frutas cítricas, oliveiras, trigo e cevada.
- Pesca: A pesca é uma atividade importante na região, com foco em sardinhas, anchovas e atum.
- Turismo: O turismo é um setor em crescimento, impulsionado pelas belas praias, pela rica história e pela cultura vibrante da região.

## História
El Amria possui uma história rica e complexa, marcada por diferentes influências:
- Fundação no século X: A cidade foi fundada pelos árabes no século X.
- Conquista espanhola no século XVI: No século XVI, a cidade foi conquistada pelos espanhóis.
- Conquista francesa no século XIX: No século XIX, a cidade foi conquistada pelos franceses.
- Independência da Argélia em 1962: A Argélia tornou-se independente em 1962, e El Amria passou a fazer parte do país.

## Cultura
A cultura de El Amria é uma mistura única de elementos:
- Cultura árabe: A cultura árabe é a base da cultura de El Amria, com influência na língua, religião e costumes.
- Cultura berbere: A cultura berbere também está presente na região, com influência na música, dança e culinária.
- Cultura francesa: A cultura francesa deixou um legado na arquitetura, educação e gastronomia da cidade.

## Turismo
El Amria é um destino turístico atraente, com diversos pontos de interesse:
- Praias: As belas praias de El Amria são a principal atração turística da região, oferecendo oportunidades para relaxar, nadar e praticar esportes aquáticos.
- Cidade antiga: A cidade antiga de El Amria possui uma rica história e arquitetura, com diversos monumentos e museus para explorar.
- Museu de El Amria: O Museu de El Amria apresenta a história da cidade e da região, com uma coleção de artefactos e documentos.
- Mercado de El Amria: O mercado de El Amria é um lugar vibrante para experimentar a cultura local, com uma variedade de produtos frescos, especiarias e artesanato.

## Municípios
O distrito está dividido em cinco municípios:
- El Amria
- Bou Zedjar
- Ouled Boudjemaa
- El Messaid
- Hassi El Ghella